# Abrusco
Abrusco ist eine Rotweinsorte, die in der italienischen Region Toskana kultiviert wird. Sie wird im Allgemeinen nicht reinsortig ausgebaut, sondern als Verschnittpartner verwendet. Der aus den fleischigen, dunkelroten Trauben gekelterte dunkle und tanninreiche Wein verfügt über eine beachtliche Farbkraft und der Rotwein kann somit auch als Deckwein eingesetzt werden. Der Saft der Traube hingegen ist im Gegensatz zu sogenannten Färbertrauben völlig farblos. Die Ampelographen Breviglieri und Casini ordneten diese Sorte dem Colorino zu. Abrusco wird jedoch in den offiziellen Sortenlisten immer noch als eigenständige Sorte geführt. Sie wird praktisch ausschließlich in Italien angebaut (2016: 213 ha)

## Synonyme
Abrusco ist auch unter den Namen Abrortine, Abrostalo, Abrostine, Abrostine Nero, Abrostino, Abrostolo, Abrostolo Dolce, Abrostolo Forte, Abrusco Nero, Abrusco Nero di Toscana, Abrusio, Abrustano Nero, Arostolo Dolce, Broustiana Rose, Colore, Colorino, Colorino del Valdarno, Colorino di Lucca, Colorino di Valdarno, Colorino Pisano, Jomarello, Lambrusco, Raverusto und Tintiglia II bekannt.

## Ampelographische Sortenmerkmale
In der Ampelographie wird der Habitus folgendermaßen beschrieben:
- Die Triebspitze ist offen. Sie ist wollig behaart, grünlich mit leicht bronzefarbenem Anflug (Anthocyan). Die hellgrünen Jungblätter sind schwach behaart.
- Die großen Blätter sind fünflappig und tief gebuchtet(siehe auch den Artikel Blattform). Die Stielbucht ist U-förmig offen, wobei sich die Stielbuchtenden überlappen können. Das Blatt ist eng und spitz gesägt.
- Die konusförmige Traube ist meist zweifach geschultert, groß und dichtbeerig. Die rundlichen Beeren sind klein und von tiefbläulich-violetter Farbe.

Das Laub der Rebstöcke verfärbt sich manchmal komplett rötlich.
Die Rebsorte reift ca. 30 Tage nach dem Gutedel und gehört damit zu den Rebsorten der mittleren dritten Reifungsperiode (siehe das Kapitel im Artikel Rebsorte). Sie ist somit spät reifend. Abrusco ist eine Varietät der Edlen Weinrebe (Vitis vinifera). 